# Hackberry (Texas)
Hackberry es un pueblo ubicado en el condado de Denton en el estado estadounidense de Texas. En el Censo de 2010 tenía una población de 968 habitantes y una densidad poblacional de 548,02 personas por km².

## Geografía
Hackberry se encuentra ubicado en las coordenadas 33°8′58″N 96°55′6″O / 33.14944, -96.91833. Según la Oficina del Censo de los Estados Unidos, Hackberry tiene una superficie total de 1.77 km², de la cual 1.76 km² corresponden a tierra firme y (0.44%) 0.01 km² es agua.

## Demografía
Según el censo de 2010, había 968 personas residiendo en Hackberry. La densidad de población era de 548,02 hab./km². De los 968 habitantes, Hackberry estaba compuesto por el 61.78% blancos, el 5.48% eran afroamericanos, el 0.52% eran amerindios, el 3.31% eran asiáticos, el 0.1% eran isleños del Pacífico, el 26.55% eran de otras razas y el 2.27% pertenecían a dos o más razas. Del total de la población el 54.13% eran hispanos o latinos de cualquier raza.